# Melbourne-i krikettstadion

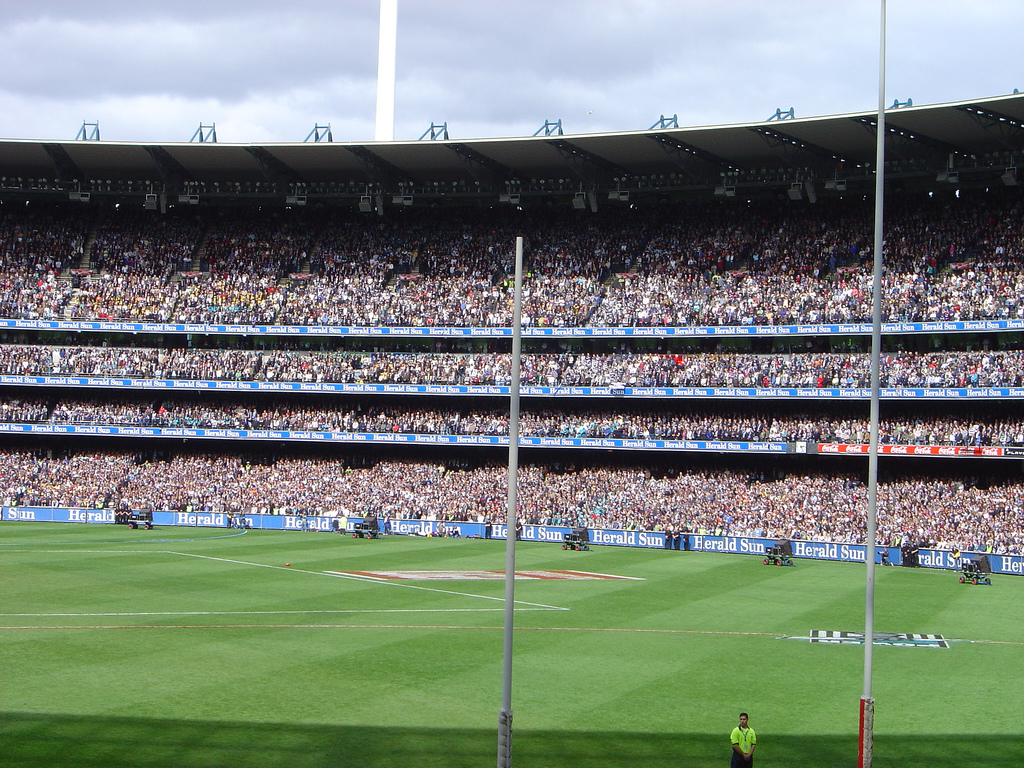
Telt ház a 2007-es AFL-nagydöntőn.

A melbourne-i krikettstadion (angolul Melbourne Cricket Ground, rövidítve MCG) Ausztrália legnagyobb stadionja, a kelet-melbourne-i Yarra Park sport- és szórakoztatóközpontban. A helyiek gyakran egyszerűen „G” néven emlegetik.
A százezer fő befogadóképességű stadiont a Melbourne Cricket Club nevű sportklub működteti. A világ összes stadionja közt itt vannak a legmagasabb reflektortornyok. 2020-ig ez volt a világ legnagyobb krikettstadionja, de akkor egy új indiai stadion leelőzte.
A Victorian Bushrangers krikett csapatán kívül az MCG-ben játszik az ausztrál futball elsővonalas (AFL-tag) csapatai közül a Melbourne Football Club („a Démonok”), a Richmond Football Club („a Tigrisek”), a Collingwood Football Club („a Szarkák”) és a Hawthorn Football Club  („a Héják)”.

## Története
A stadion 1853-ban épült, miután az akkor 15 éves Melbourne-i Krikettklubnak el kellett költöznie a régi pályájáról, mivel azon keresztülvezetett Ausztrália első vasútvonalának tervezett nyomvonala. 1877-ben itt rendezték a világ első krikett-tesztmérkőzését.
Az 1970-es évekig a stadion gyakran látott vendégül 120 ezernél is több nézőt egy-egy alkalommal, a rekord nézőszám 130 ezer volt (1959)-ben. Ez a stadion volt az 1956-os olimpia egyik helyszíne, de itt rendezték az 1992-es krikett-világbajnokság döntőjét is, valamint számos AFL-döntőt. Több nagyszabású koncertnek és II. János Pál pápa 1986-os látogatásának is az MCG adott otthont.
Itt történt meg 1981-ben az utána is évtizedekig emlegetett botrányos esemény, az ausztrál–új-zélandi krikettincidens.